# Bridget Neval
Bridget Neval (Nuova Delhi, 13 febbraio 1985) è un'attrice australiana.

## Biografia
Nata in India e trasferita in Canada dopo pochi mesi, a 13 anni Neval si trasferì in Australia a Melbourne dove tuttora vive.
La sua carriera inizia con il ruolo di Reine Davidson nel cast principale della serie Ginevra Jones. In seguito, recita come protagonista in Geni per caso. Nel 2004 viene scelta per interpretare 15 episodi della soap opera Neighbours. Nel 2006, è nello spettacolo teatrale Chasing Pegasus. In seguito, preferisce ridurre le sue apparizioni televisive per proseguire gli studi universitari. Tra il 2007 e il 2008 si limita a condurre qualche evento ed apparire in qualche programma televisivo australiano. Nel 2009 ritorna come protagonista in Damned by Dawn. Prosegue la sua carriera conducendo qualche programma musicale e qualche show in australia. Ha recitato nel 2012 in Crawlspace, film di fantascienza.

### Vita privata
È sposata dal 2011 con Amos Phillips (anche lui attore nel film Crawlspace) ed ha successivamente cambiato legalmente il suo nome in Bridget Phillips. Nello stesso anno ha aperto un blog.

## Filmografia
- Ginevra Jones (Guinevere Jones) – serie TV (2002)
- Geni per caso (Wicked Science) – serie TV (2004-2006)
- Neighbours – serial TV (2004-2005)
- Damned by Dawn, regia di Brett Anstey (2009)
- Crawlspace, regia di Justin Dix (2012)

## Teatro
- Chasing Pegasus (2006)